# Manuel Ycaza
Carlos Manuel De Ycaza (Ciudad de Panamá, Panamá, 1 de febrero de 1938 - 16 de julio de 2018) fue un jockey panameño estadounidense que abrió el camino para los jockeys latinoamericanos en las carreras en los Estados Unidos.

## Carrera
De Ycaza comenzó a montar ponis a los seis años y a los catorce ya montaba profesionalmente en Panamá. Luego corrió en la Ciudad de México antes de emigrar a los Estados Unidos en 1956. A los pocos años "Manny Ycaza" ya estaba ganando carreras importantes en pistas de todo el país. Sin embargo, el duro y temperamental Ycaza tenía frecuentemente problemas con los oficiales de carreras y, a pesar de su incuestionable habilidad, después de suspensiones importantes, muchos propietarios y entrenadores se mostraron reacios a contratarlo. Sin embargo, el propietario del establo, Harry F. Guggenheim, se arriesgó con Ycaza y lo contrató para la temporada de carreras de 1959. Cain Hoy Stable de Guggenheim fue una de las principales operaciones de carreras de pura sangre en los EE. UU. Y la afiliación de diez años de Ycaza con ellos lo convirtió en uno de los mejores jinetes del país y fue votado como el Premio Jockey en Memoria de George Woolf de 1964 por sus pares. Un ícono en su país de nacimiento, el éxito de Ycaza inspiró a otros diminutos jóvenes panameños a seguir una carrera como jockey. En 1962, la revista Sports Illustrated publicó un artículo sobre la "invasión española" de las carreras de caballos pura sangre estadounidenses lideradas por Ycaza. En su primer año con Cain Hoy Stable, Ycaza ganó el Washington D. C. International de 1959 a bordo de Bald Eagle y luego regresó al año siguiente para convertirse en el único ganador consecutivo en la historia de la prestigiosa carrera internacional. En las carreras clásicas americanas, Ycaza quedó segundo a bordo de Ridan en el Preakness Stakes de 1962, y en 1963 obtuvo un segundo puesto en Never Bend en el Derby de Kentucky. Contratado por el destacado propietario y criador canadiense EP Taylor para participar en su Windfields Farm en el Queen's Plate de 1963, Ycaza ganó la carrera más prestigiosa de Canadá a bordo del potro Canebora. Un año más tarde, puso fin a la apuesta de EP Taylor por la Triple Corona de Estados Unidos cuando montó a Quadrangle hacia la victoria en el Belmont Stakes de 1964 sobre el ganador del Derby y Preakness, Northern Dancer. En 1968, Manuel Ycaza montó a Dark Mirage hacia la primera Triple Corona para Potrancas cuando ganaron el Acorn Stakes, el Mother Goose Stakes y el Coaching Club American Oaks. En 1971, las lesiones le obligaron a retirarse anticipadamente, pero en 1983 volvió a la competición, retirándose definitivamente al año siguiente. Durante su carrera, Manuel Ycaza montó algunos de los grandes purasangres en la historia de las carreras estadounidenses y ganó 2.367 carreras con un porcentaje de victorias de 22,4. Fue incluido en el Museo Nacional de Carreras y Salón de la Fama en 1977.

## Vida personal y muerte.
Ycaza, residente de Forest Hills, Queens, fue fanático de la Grandes Ligas de Béisbol desde hace mucho tiempo y con frecuencia asistía a los partidos en casa de los Mets de Nueva York.Ycaza falleció el 16 de julio de 2018, a la edad de 80 años. Le sobreviven su segunda esposa Jeanne y sus dos hijos, Manuel Ycaza, el tercero, y su hija, Carla.